# RAB11FIP1
RAB11FIP1‏ (RAB11 family interacting protein 1) هوَ بروتين يُشَفر بواسطة جين RAB11FIP1 في الإنسان.